# Sint-Martinuskerk (Luyksgestel)

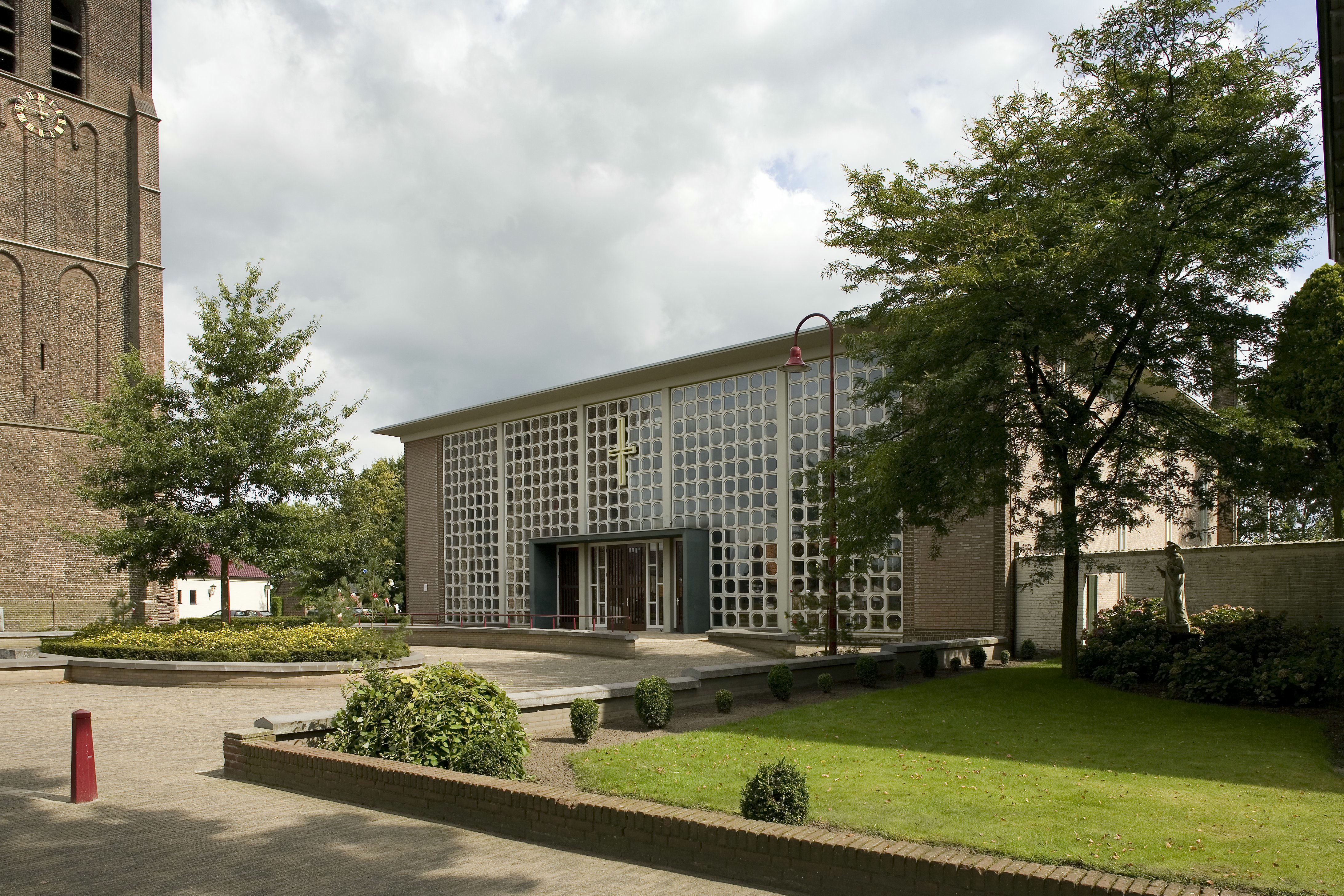
Sint-Martinuskerk

De Sint-Martinuskerk is de parochiekerk van de tot de Noord-Brabantse gemeente Bergeijk behorende plaats Luyksgestel, gelegen aan de Kerkstraat 100.

## Geschiedenis
In Luyksgestel bevond zich zeker sinds de 14e eeuw een kerk die echter in 1958 gesloopt werd, waarbij de toren bleef gespaard.
Op de plaats van de oude kerk werd een nieuwe kerk gebouwd in de stijl van het naoorlogs modernisme. Architect was Edmund Nijsten.

## Gebouw
Het betreft een kerkgebouw zonder toren op rechthoekige plattegrond, gebouwd met metalen spanten en gebruik van in beton gevatte vensters. De kerk heeft een smaller, rechthoekig koor.

## Interieur
Een aantal kunstwerken in de kerk is afkomstig van de Heilig Kruiskapel en de Crijnskapel. Zo is er een houten kruisbeeld van omstreeks 1500, een gepolychromeerd Mariabeeld en beelden van Sint-Johannes en Sint-Elisabeth van 1650, een piëta (16e eeuw) en een gepolychromeerde beeldengroep van Sint-Maarten (18e eeuw).
De preekstoel is van 1843 en afkomstig uit de Sint-Janskathedraal waar hij van 1958-1983 heeft gestaan.